# Spoornummer

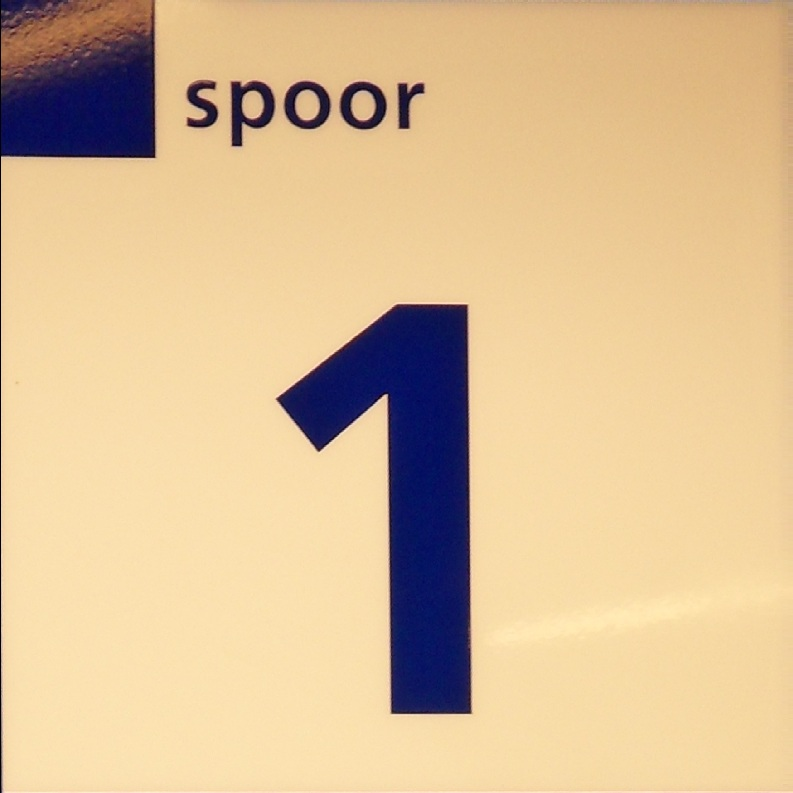
Het Nederlandse symbool van spoor 1

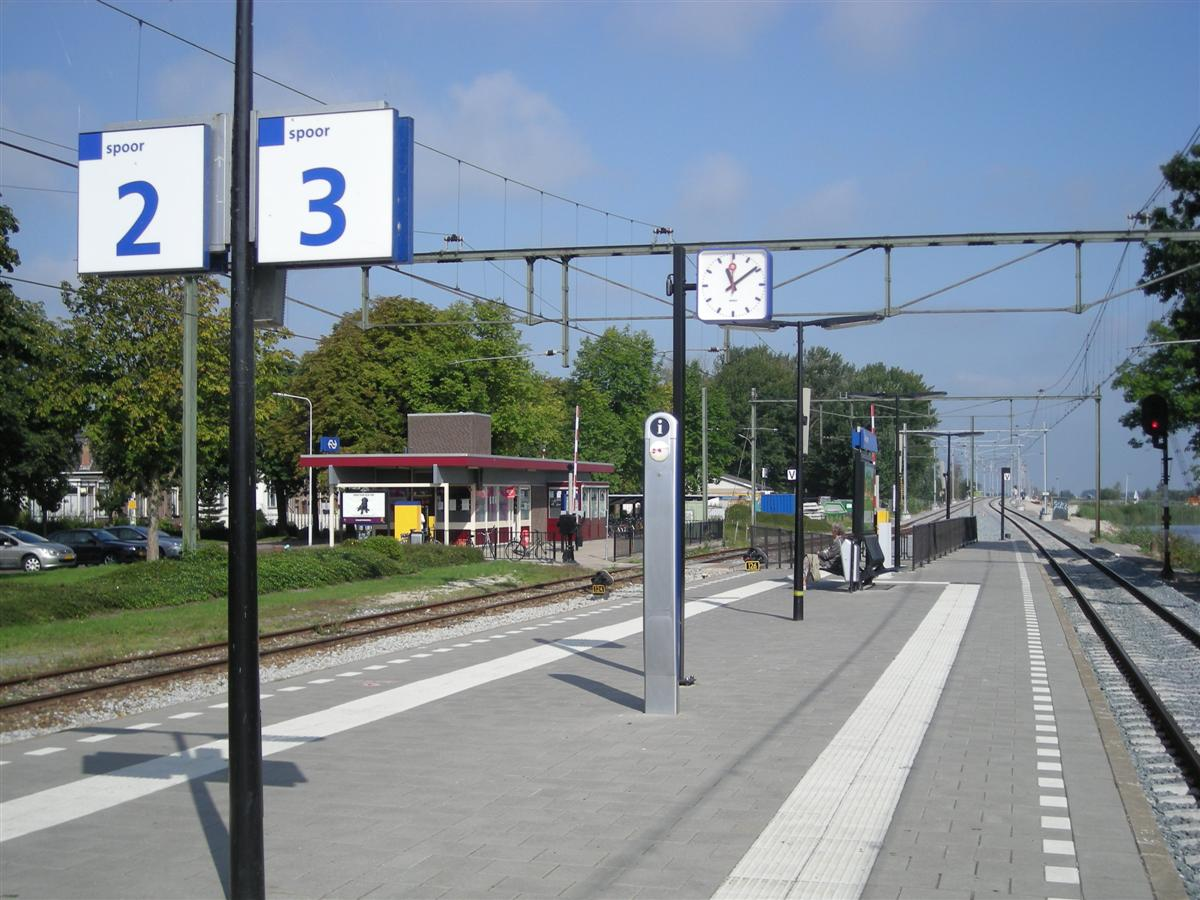
Langs het perron van station Akkrum liggen de sporen met de nummers 2 en 3

Een spoornummer is een nummer voor het aangeven van een spoor op een station of rangeerterrein. Alle sporen op een emplacement hebben een nummer, ook de sporen die niet langs een perron liggen. Spoornummers zijn belangrijk voor de communicatie tussen spoorwegpersoneel en om de reizigers te kunnen informeren waar een trein stopt.
Meestal zijn de sporen genummerd op volgorde, beginnend bij 1 voor het spoor aan de kant van het centrum van de plaats of aan de kant van het hoofdgebouw van het station.
Zaksporen hebben soms hogere nummers: In Hengelo is spoor 11 een zakspoor tussen spoor 2 en 3. Hetzelfde geldt voor kopsporen aan de zijde van het stationsgebouw, zoals 15, 16, 20 en 21 in Dordrecht en 14, 15, 16 in Zwolle. Tot de jaren 60 hadden ook de kopsporen (thans 1 t/m 4) in Utrecht een hoger nummer.
Voorheen werd bij het vertrek van een trein aangekondigd van welk perronnummer de trein vertrok. De reizigers moesten dan nog uitzoeken aan welke kant van het perron. De perrons zijn niet meer genummerd en wordt het spoornummer bekendgemaakt. Toch spreken reizigers nog vaak van perron waarmee ze spoor bedoelen.

## Nederland
In Nederland wordt bij een spoor dat in meerdere delen is verdeeld er een kleine letter achter het nummer gezet. Meestal worden de letters a en b gebruikt, in sommige gevallen ook de letter c.
Deze verdeling per letters wordt gebruikt, als wissels halfweg het spoor toegang kunnen geven tot aparte delen, en beide delen dus onafhankelijk van elkaar kunnen worden gebruikt.
Deze letters geven soms verwarring bij onervaren reizigers: ("Hier is spoor 3a en daar is 3b, maar waar is spoor 3?")
Op grotere stations hebben de sporen vakken, aangeduid met hoofdletters. Een vak is ongeveer even lang als een spoorrijtuig. Dit is belangrijk bij treinen waarin plaatsen gereserveerd zijn, men kondigt dan aan in welk vak de verschillende rijtuigen stoppen, zodat de reizigers vóór aankomst van de trein op de juiste plaats van het perron kunnen wachten.
Bijzondere configuraties:
- Amsterdam Sloterdijk:[1] kruisende spoorwegen, onder 3, 4, 5, 6, 7, 8, boven 11, 12; Hembooggedeelte: 9, 10.
- Duivendrecht:[2] kruisende spoorwegen, onder 1, 4, boven 5, 8.
- Amsterdam Muiderpoort:[3] 3 en 2 onderling evenwijdig en 8 en 9 ook, maar de laatste twee niet evenwijdig aan de eerste twee.

## België
In België beschikken de spoorwegstations over voldoende perrons zodat het niet nodig is treinen op hetzelfde ogenblik op één spoor te verwerken. De indeling per spoor in letters is daar aldus afgeschaft, echter niet volledig. Soms kan men immers nog op dienstregelingstabellen spoornummers zoals 2a terugvinden. Dit wijst dan op het feit dat de trein gesplitst wordt. Passagiers dienen op te letten dat ze in het juiste deel plaatsnemen. Mogelijk rijden beide delen naar een verschillende bestemming. Dit is het geval in Brugge, waar de IC-trein naar Knokke wordt afgesplitst van die naar Blankenberge.
Een andere mogelijkheid is dat er slechts één deel van de trein doorrijdt. Dit is het geval in het station van Gent Sint-Pieters, waar de trein naar Lille in Frankrijk ingekort wordt.

## Trivia

### Nederland
In Nederland is het hoogst voorkomende spoornummer aan een perron spoor 35 op station Nijmegen.
Andere hoge spoornummers zijn te vinden in:
- Spoor 15 op station Amsterdam Centraal, Zwolle en Dordrecht
- Spoor 16 op de stations Rotterdam Centraal en Zwolle
- Spoor 20 op station Dordrecht
- Spoor 20 op station Sittard, kopspoor gebruikt door de pendelintercity naar station Heerlen indien deze alleen tussen Sittard en Heerlen rijdt
- Spoor 20 en 21 op station Utrecht Centraal
- Spoor 34 op station Eindhoven met een noodperron tijdens verbouwing van het station. (tussen december 2013 en augustus 2015)[4]

### België
Station Zeebrugge-Strand in België heeft een spoor dat het nummer '0' draagt. De stopplaats heeft slechts een perron, dat gelegd is langs het buitenste spoor van een sporenbundel in de omgeving van de haven.
Het hoogste nummer is 24, te vinden in Antwerpen Centraal, al liggen er in dat station geen 24 sporen: de tientallen geven de verdieping van het perron aan (het perron ligt op verdieping -2). Het hoogste nummer van een doorlopende reeks is 22, in Brussel Zuid.
Verder bestaat de gewoonte om perrons van kopsporen aan te duiden met letters, al wordt dit niet algemeen toegepast maar enkel als de minderheid van de sporen in een station kopsoren zijn. Zo heeft Leuven sporen A-D maar Oostende (kopstation) 2-6.